# رفتار اجرایی
رفتار اجرایی: مطالعه‌ای از فرایندهای تصمیم‌گیری در سازمان اجرایی، کتابی از هربرت الکساندر سیمون (۱۹۱۶-۲۰۰۱) است. در این کتاب تأکید می‌شود "تصمیم‌گیری اساس اجرا است، و ادبیات تئوری اجرا باید به سوی منطق و روانشناسی انتخاب انسان پیش برود"، و در این کتاب تلاش می‌شود تا با تشریح سازمان‌های اجرایی "روشی برای تحلیل علمی این موضوع فراهم آورد". ویرایش اول کتاب در سال ۱۹۴۷؛ دوم، در ۱۹۵۷؛ سوم، در ۱۹۷۶؛ و چهارم، در ۱۹۹۷. رفتار اجرایی به بنیادی برای جنبش اقتصادی به نام مکتب کارنگی منتج گردید.
این کتاب، مفاهیمی بین رشته‌ای از علوم اجتماعی از قبیل علوم سیاسی و علم اقتصاد ارائه می‌دهد. سیمون در آثار بعدی خود از قبیل علوم مصنوعی (۱۹۶۹) از برخی ایده‌های مطرح در این کتاب بر می‌گردد. آکادمی سلطنتی علوم سوئد از این کتاب تحت عنوان "عصر جدید اجرا" در مراسم اعطای جایزه نوبل اقتصاد به سیمون در ۱۹۷۸ یاد می‌کند. این کتاب به عنوان پنجمین کتاب مدیریت اثرگذار قرن بیستم به وسیلهٔ آکادمی مدیریت انتخاب شده‌است.